# Puducotai

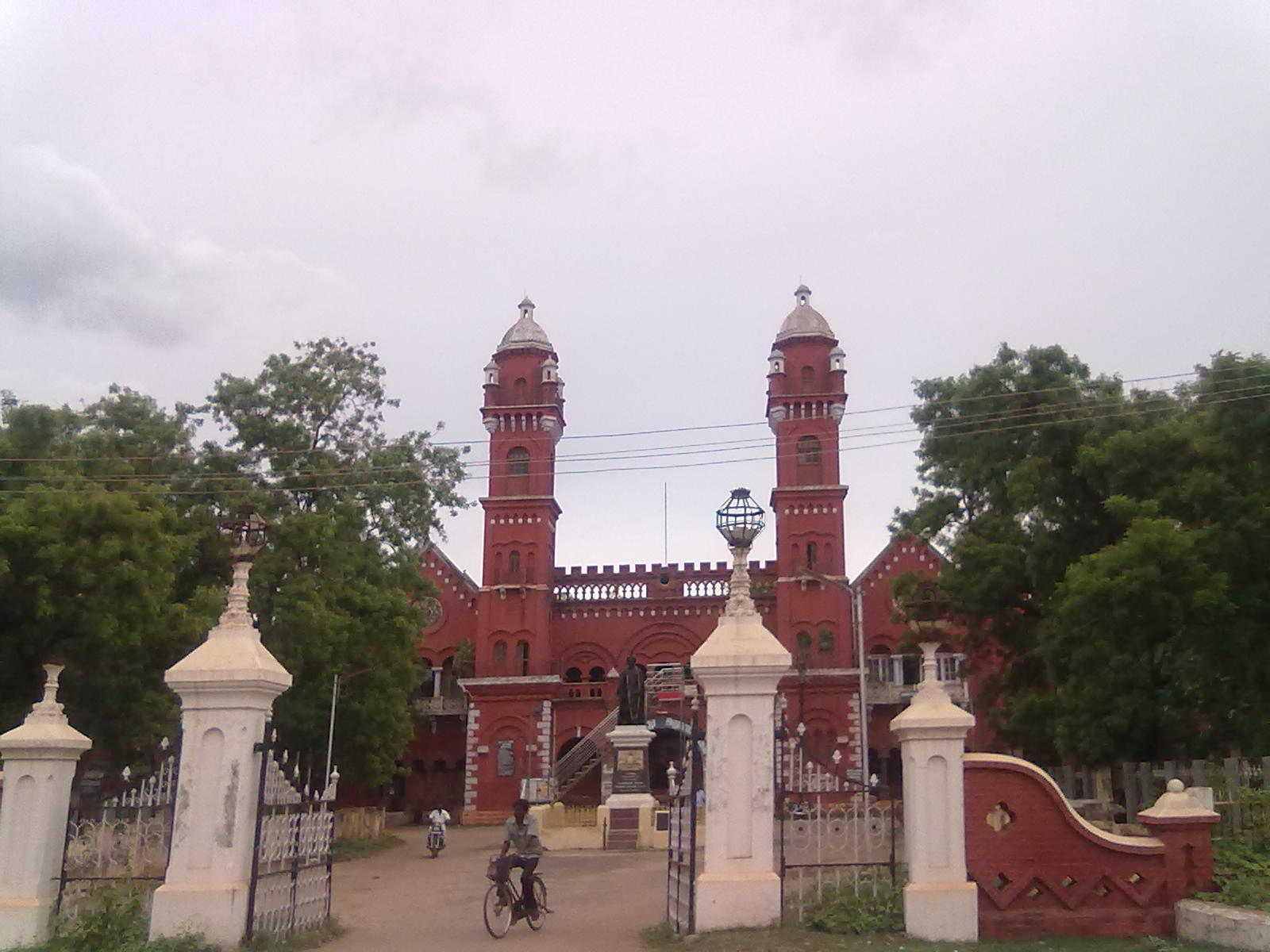
Tribunal distrital de Puducotai

Puducotai, Pudukotai, Pudukkotai, Pudukottai ou Pudukkottai é a sede administrativa do distrito de Puducotai, no estado sul-indiano de Tamil Nadu. Localizada nas margens do rio Velar, foi governada, em diferentes momentos, pelo Império Pândia, os Tondaimanos, e os britânicos.[carece de fontes?] Está situada ca. 55 km a sudoeste de Tiruchirapali, 25 km ao sul de Tanjavur e 100 km de Madurai.
Como sede do distrito, Puducotai acomoda os ofícios administrativos do distrito, os institutos educacionais do governo, colégios e escolas. Puducotai faz parte do eleitorado de Puducotai e elege seu membro da assembleia legislativa a cada cinco anos, e também da constituinte de Tiruchirapali que elege seu membro do parlamento. A cidade é administrada por uma seleção de grau do município estabelecida em 1912 como parte da Ato de Corporação Municipal. A cidade cobre uma área de 21.25 km2[carece de fontes?] e tinha uma população de 117 215 em 2011, da qual 98,05 são alfabetizados.